# Ollaediplosis ramosa
Ollaediplosis ramosa är en tvåvingeart som beskrevs av Fedotova 2004. Ollaediplosis ramosa ingår i släktet Ollaediplosis och familjen gallmyggor. Inga underarter finns listade i Catalogue of Life.